# Dilobocondyla borneensis
Dilobocondyla borneensis är en myrart som beskrevs av Wheeler 1916. Dilobocondyla borneensis ingår i släktet Dilobocondyla och familjen myror. Inga underarter finns listade i Catalogue of Life.